# Nachtleven (roman)
Nachtleven, ook bekend onder de Engelse titel Live by Night, is een Amerikaanse misdaadroman van de schrijver Dennis Lehane. 
Het boek werd uitgebracht in 2012. Een jaar later werd het bekroond met de Edgar Award voor beste roman.

## Verhaal
Als gevolg van de drooglegging in de Verenigde Staten ontwikkelde zich omstreeks 1926 een netwerk van illegale stokerijen, misdadigers en corrupte agenten. Joe Coughlin, de jongste zoon van een belangrijke politiekapitein uit Boston, verloochent zijn goede opvoeding door carrière te maken in de georganiseerde misdaad. Wanneer hij op een dag een goklokaal van de machtige gangster Albert White overvalt, wordt hij verliefd op diens maîtresse Emma.
Later belandt Joe na een mislukte bankoverval in de gevangenis van Charlestown. Op de avond van zijn arrestatie rijdt de auto van Emma een rivier in, waardoor verondersteld wordt dat ze overleden is. In de gevangenis wordt Joe beschermd door de Italiaanse gangster Maso Pescatore. In ruil moet zijn vader Thomas een oogje dichtknijpen voor de zaakjes van Pescatore. Thomas komt onder grote druk te staan en overlijdt aan een hartaanval.
Na zijn vrijlating wordt Joe door Pescatore naar Tampa (Florida) gestuurd om er mee te werken aan de illegale handel in rum. Samen met zijn handlanger Dion bouwt hij een succesvolle organisatie uit. Later ontmoet hij Graciela Corrales, een verbannen Cubaanse revolutionair. De twee worden verliefd op elkaar en beginnen een relatie. Vervolgens overtuigt Graciela hem om een wapendepot van een Amerikaans oorlogsschip te overvallen om Fulgencio Batista te helpen bij het omverwerpen van Gerardo Machado.
Wanneer Pescatore vervolgens beslist om Joe te vervangen door zijn eigen zoon is dat voor Albert White, die Joe nog steeds verantwoordelijk acht voor de dood van Emma, een uitgelezen kans om wraak te nemen. Joe weet echter te ontsnappen en verwerft opnieuw controle over zijn misdaadrijk.
Vervolgens verhuizen Graciela en Joe samen met hun zoontje naar haar thuisland Cuba, waar ze een rustiger leven leiden. Dion, de rechterhand van Joe, wordt het nieuwe hoofd van de misdaadfamilie. In Cuba ontdekt Joe dat Emma nog leeft. Hij ontmoet haar voor het bordeel waar ze werkt. Ze onthult dat ze destijds verantwoordelijk was voor zijn arrestatie. Wanneer Joe en Graciela terugkeren naar de Verenigde Staten wordt Graciela doodgeschoten. Joe gaat vervolgens terug aan de slag als gangster en leidt een mondain leven met zijn zoon.

## Verfilming
Warner Brothers verfilmde dit boek. Ben Affleck, die eerder al Gone Baby Gone van schrijver Dennis Lehane verfilmde,  regisseerde de prent uit 2016 en vertolkt de hoofdrol.